# Шушарин, Валентин Данилович
Валентин Данилович Шушарин (1 ноября 1925, Могильное, Уральская область — 20 мая 1945, Жары, Марка Бранденбург) — участник Великой Отечественной войны и полный кавалер ордена Славы, гвардии старшина Рабоче-крестьянской Красной армии.

## Биография
Валентин Данилович Шушарин родился 1 ноября 1925 года в крестьянской семье в селе Могильном Могилевского сельсовета Мокроусовского района Курганского округа Уральской области РСФСР, ныне село Рассвет входит в Мокроусовский муниципальный округ Курганской области. Русский.
В январе 1943 года призван Мокроусовским РВК в Рабоче-крестьянскую Красную Армию. С 20 февраля 1943 года — на фронте. 20 октября 1943 года был ранен.
После выздоровления, 23 ноября 1943 года прибыл в 213-й армейский запасный стрелковый полк, 9 декабря 1943 года убыл в 15-ю гвардейскую стрелковую дивизию.
В 1943 году вступил в ВЛКСМ.
Командир отделения взвода пешей разведки 47-го гвардейского стрелкового полка 15-я гвардейской стрелковой дивизии гвардии сержант Шушарин в ночь на 9 января 1944 года первым ворвался в немецкую траншею, гранатами и огнём из автомата уничтожил 4 немецких солдат. В дальнейшем бою вынес из-под огня 6 раненых и 2 убитых красноармейцев. Награждён медалью «За боевые заслуги».
21 февраля 1944 года гвардии сержант Шушарин в бою за станцию Долгинцево (ныне Кривой Рог-Главный) Украинской ССР уничтожил наблюдательный пункт противника на водонапорной башне. Награждён медалью «За отвагу».
28 февраля 1944 года гвардии старший сержант Шушарин при освобождении населенного пункта Ингулецкий Криворожского района уничтожил 5 немецких солдат и захватил ценные штабные документы. В боях за хутор Привольнянский доставил сведения о противнике, которые помогли командованию принять верное решение и овладеть населённым пунктом. 14 марта у села Большое Солоное Николаевской области гранатами уничтожил пулемёт противника. Награждён орденом Славы III степени.
26 августа 1944 года в районе села Стопница (Польша) на нейтральной полосе под пулемётным огнём  подполз к убитым немецким солдатам и собрал их документы. 4 сентября на западной окраине села Метель в разведке в ночном поиске на вражеской территории внезапно столкнулся с группой немцев, уничтожил 2-х немцев, подавил пулемётную точку, отвлек внимание второго немецкого пулемёт на себя и дал возможность вынести тяжело раненого командира разведгруппы. 22 сентября на северо-западной окраине села Метель обеспечил вынос тяжело раненого командира разведгруппы. В ночь на 30 сентября восточнее села Стопница, возглавляя группу захвата, столкнулся на нейтральной полосе с немецкой разведгруппой и уничтожил 3 немецких солдат. Всего в этой скоротечной схватке было убито 7 немцев и 1 солдат захвачен в плен и доставлен командованию без потерь с нашей стороны. Награждён орденом Славы II степени.
15-я гвардейская стрелковая дивизия в начале апреля 1945 года соприкосновения с противником не имела, 15 апреля сосредоточилась в районе города Мускау (Бад-Мускау). Командир отделения взвода пешей разведки 47-го гвардейского стрелкового полка 15-я гвардейской стрелковой дивизии гвардии старшина Шушарин 16 апреля 1945 года при прорыве немецкой обороны в районе населённого пункта Мускау в составе разведгруппы установил расположение сил и средств противника. 18 апреля у населённого пункта Нойштадт/Шпрее со своими разведчиками захватил переправу через реку Шпрее и удержал её до подхода главных сил.
26 апреля 1945 года у населённого пункта Руланд получил сквозное пулевое ранение живота с повреждением тонкого и толстого кишечника. Прибыл в эвакогоспиталь № 1108 9 мая 1945 года.
Валентин Данилович Шушарин умер от ран 20 мая 1945 года. Похоронен в городе Зорау района Зорау (нем. Landkreis Sorau (Lausitz)) провинции Бранденбург Свободного государства Пруссия Германии (Советская зона оккупации Германии), ныне город Жары Жарского повята Любуского воеводства Республики Польша, воинское захоронение, могила № 10, ряд 2. Перезахоронен на кладбище воинов Советской Армии в городе Жагань Жаганьского повята Любушского воеводства Республики Польша, ул. Кожуховска, правая сторона, могила № 74.
В некоторых источниках указывается дата смерти 29 мая 1945 года, место смерти — Берлин.
28 апреля 1945 года в расположение 15-й гвардейской стрелковой дивизии прибыла группа американских солдат.

## Награды
- Орден Славы I степени, 15 мая 1946 года[4]
- Орден Славы II степени, 30 ноября 1944 года[5]
- Орден Славы III степени, 26 апреля 1944 года[6]
- Медаль «За отвагу», 21 апреля 1944 года[7]
- Медаль «За боевые заслуги», 6 февраля 1944 года[8]

## Память
- Упомянут на памятнике в селе Рассвет Курганской области, открыт 7 ноября 1987 года — 55°39′22″ с. ш. 67°07′25″ в. д.HGЯO[9]
- Стела с мемориальной доской  в честь Валентина Шушарина в селе Рассвет, открыта 29 ноября 2007 года[10].
- Бюст полного кавалера орденов Славы В.Д. Шушарина в селе Рассвет, открыт в 2015 году[11].

## Семья
Отец — Шушарин Данил Феопентович (Фиопемпович, Финович, Фанович; 1902, Могильное — пропал без вести на фронте в октябре — декабре 1943). Мать — Лукерья Андреевна. Брат.